# Suikerberk
De suikerberk (Betula lenta) is een plant uit de berkenfamilie (Betulaceae). De soort is afkomstig uit het oosten van de Verenigde Staten en Canada.
De soort wordt 15–20 m hoog. De stam is donker roodbruin. De bladeren zijn ovaal tot eirond en 7–10 cm lang.
Van de boom wordt oliën en berkensap gewonnen.
... · 
B. albosinensis (Chinese berk) · 
B. ermanii (Goudberk) · 
B. fruticosa  · 
B. humilis  · 
B. lenta (Suikerberk) · 
B. maximowicziana (Grootbladige berk) · 
B. medwediewii (Transkaukasische berk) · 
B. nana (Dwergberk) · 
B. nigra (Rode berk) ·  
B. papyrifera (Papierberk) · 
B. paraermanii · 
B. pendula (Ruwe berk) · 
B. platyphylla (Aziatische berk) · 
B. populifolia (Grijze berk) · 
B. pubescens (Zachte berk) · 
B. utilis (Witte Himalayaberk) · 
...